# Gruta do Padre
Gruta do Padre  é uma caverna localizada no município de Santana (Bahia) no bioma caatinga no Estado da Bahia, Brasil. Atualmente é a terceira maior caverna do país, tendo aproximadamente 16.400 metros de comprimento e desnível de 125 metros. Descoberta em 1914 por um padre que procurava colmeia entre as rochas, hoje é um local de peregrinação religiosa.
O grande salão de estalactites está localizado a mais de 500 metros da entrada da caverna e a 50 metros de profundidade. Os lagos de águas azuis e cristalinas chamam a atenção pela presença de calcita, um mineral encontrado em pedras calcárias. Até agora não há nenhum projeto governamental para a preservação do local, mas aqueles que visitam a Gruta do Padre veem que é necessário a criação de políticas para preserva este bem natural.